# Posluhovačka
Posluhovačka (v originále Une femme de ménage) je francouzský hraný film z roku 2002, který režíroval Claude Berri podle románu Christiana Ostera. Snímek měl premiéru ve Francii dne 13. listopadu 2002.

## Děj
Mladá Pařížanka Laura najde prostřednictvím inzerátu práci na pár hodin úklidu pro padesátiletého Jacquese. Ten už několik měsíců žije odděleně od své partnerky. Když se Laura taky rozejde a musí opustit byt svého přítele, požádá Jacquese, aby ji ubytoval. Laura má velmi prostý hudební vkus a má ráda rap. On je zvukař a dává přednost klasické hudbě nebo jazzu. Nicméně po čase se mezi nimi vyvine vztah.
Jacques, obtěžován svou bývalou partnerkou, která se k němu chce vrátit, se rozhodne opustit Paříž a strávit dva týdny v Bretani. Laura s ním chce jet a užít si s ním dovolenou u moře. Jacques souhlasí, že ji vezme s sebou.
První dny dovolené probíhají sice idylicky, ale Jacques si uvědomuje, že rozdíl ve věku a vkusu vede do slepé uličky. Laura se během pobytu cítí dobře a má obavy z návratu do Paříže, který pro ni znamená návrat k roli hospodyně. Potkává mladého muže svého věku, Juliena, a začíná s ním flirtovat, i když si stále přeje pokračovat ve vztahu s Jacquesem. Jacques žárlí a  uvažuje o ukončení jejich vztahu.
Poslední den dovolené, když se Jacques jde na pláž setkat s Laurou a Julienem, potkává Hélène, Julienovu matku, která si myslí, že otcem Laury. Jacques se s Hélène sblíží a musí řešit dilema vztahu mezi ní a Laurou.

## Obsazení
| Jean-Pierre Bacri  | Jacques Gautier, zvukař                |
| Émilie Dequenneová | Laura, Jacquesova posluhovačka         |
| Brigitte Catillon  | Claire, Jacquesova přítelkyně          |
| Catherine Breillat | Constance, bývalá Jacquesova partnerka |
| Jacques Frantz     | Ralph, Jacquesův přítel                |
| Axelle Abbadie     | Hélène, Julienova matka                |
| Amalric Gérard     | Julien                                 |
| Laurence Colussi   | žena na terase                         |
| Djura              | zpěvačka                               |
| Nathalie Boutefeu  | dívka na koncertu                      |
| Xavier Maly        | Jacquesův asistent v nahráacím studiu  |
| Abel Nahmias       | soused                                 |

## Ocenění
- César: nominace v kategorii nejslibnější herečka (Émilie Dequenneová)